# Ribeirão do Corvo
Der Ribeirão do Corvo ist ein etwa 49 km langer linker Nebenfluss des Rio Paranapanema im Nordwesten des brasilianischen Bundesstaats Paraná.

## Etymologie
Corvo ist der portugiesische Begriff für Rabe. Beim Ribeirão do Corvo handelt es sich also um einen Rabenbach. 

## Geografie

### Lage
Das Einzugsgebiet des Ribeirão do Corvo befindet sich auf dem Terceiro Planalto Paranaense (Dritte oder Guarapuava-Hochebene von Paraná).

### Verlauf
Sein Quellgebiet liegt im Munizip Guairaçá auf 467 m Meereshöhe am westlichen Stadtrand des Hauptorts etwa 2 km nördlich der Rodovia do Café (BR-376), die hier auf der Wasserscheide zwischen Rio Ivaí und Rio Paranapanema verläuft.
Der Fluss verläuft in nördlicher Richtung. Nach etwa 12 km erreicht er die Grenze zum Munizip Terra Rica, dessen westliche Gebiete er auf den folgenden 25 km durchfließt. Auf seinen letzten 12 km bildet er bis zu seiner Mündung die Grenze zwischen den beiden Munizipien Terra Rica und Diamante do Sul. Er mündet auf 254 m Höhe von links in den Rio Paranapanema, der in diesem Bereich von der 10 km westlich liegenden Rosana-Talsperre aufgestaut ist. Er ist etwa 49 km lang.

### Munizipien im Einzugsgebiet
Am Ribeirão do Corvo liegen die drei Munizipien Guairaçá, Terra Rica und Diamante do Sul.